# Nysteds kommun
Nysteds kommun låg i Storstrøms amt i Danmark. Kommunen hade före kommunsammanslagningen omkring 5 000 invånare och en yta på 142,34 km².
Sedan 1 januari 2007 ingår kommunen i Guldborgsunds kommun.